# مایکل چندلر
مایکل چندلر (انگلیسی: Michael Chandler؛ زادهٔ ۲۴ آوریل ۱۹۸۶) ورزشکار هنرهای رزمی ترکیبی ایالات متحده آمریکا است. وی از سال ۲۰۰۹ میلادی تاکنون مشغول فعالیت بوده‌است.
او در حال حاضر در بخش سبک وزن مسابقات قهرمانی مبارزه نهایی (سازمان یواف‌سی) رقابت می‌کند. چندلر پیش از این از سال ۲۰۱۰ تا ۲۰۲۰ در مسابقات ام‌ام‌ای بلاتور شرکت می‌کرد و در آنجا سه بار قهرمان سبک وزن بلاتور شد و مسابقات سبک وزن فصل چهارم بلاتور را نیز از آن خود کرد. در تاریخ ۲۹ ژوئیه ۲۰۲۵، او در رتبه دوازدهم رده‌بندی سبک وزن یواف‌سی قرار دارد.